# Andrej Stojčevski
Andrej Stojčevski (in macedone Андреј Стојчевски?; Skopje, 26 maggio 2003) è un calciatore macedone, difensore del Slovácko in prestito dallo Žilina.

## Carriera

### Club
Ha giocato nella prima divisione macedone ed in quella slovacca.

### Nazionale
Ha giocato nelle nazionali giovanili macedoni Under-17, Under-19, Under-20 ed Under-21. Il 6 giugno 2025 fa il suo esordio in nazionale maggiore, nella gara pareggiata 1-1 contro il Belgio.

## Statistiche

### Presenze e reti nei club
Statistiche aggiornate al 28 novembre 2023.
| Stagione                | Squadra                 | Campionato              | Campionato | Campionato | Coppe nazionali | Coppe nazionali | Coppe nazionali | Coppe europee | Coppe europee | Coppe europee | Altre coppe | Altre coppe | Altre coppe | Totale | Totale |
| Stagione                | Squadra                 | Comp                    | Pres       | Reti       | Comp            | Pres            | Reti            | Comp          | Pres          | Reti          | Comp        | Pres        | Reti        | Pres   | Reti   |
| ----------------------- | ----------------------- | ----------------------- | ---------- | ---------- | --------------- | --------------- | --------------- | ------------- | ------------- | ------------- | ----------- | ----------- | ----------- | ------ | ------ |
| 2020-gen. 2021          | Vardar                  | PL                      | 5          | 1          | CM              | 0               | 0               | -             | -             | -             | -           | -           | -           | 5      | 1      |
| gen.-giu. 2021          | Brera Strumica          | PL                      | 10         | 0          | CM              | 0               | 0               | -             | -             | -             | -           | -           | -           | 10     | 0      |
| 2021-gen. 2022          | Brera Strumica          | PL                      | 9          | 1          | CM              | 0               | 0               | -             | -             | -             | -           | -           | -           | 9      | 1      |
| Totale Akademija Pandev | Totale Akademija Pandev | Totale Akademija Pandev | 19         | 1          |                 | 0               | 0               |               | -             | -             |             | -           | -           | 19     | 1      |
| gen.-giu. 2022          | Žilina                  | SL                      | 3          | 0          | CS              | 0               | 0               | UECL          | -             | -             | -           | -           | -           | 3      | 0      |
| 2022-2023               | Žilina                  | SL                      | 24+2       | 3          | CS              | 2               | 0               | -             | -             | -             | -           | -           | -           | 28     | 3      |
| 2023-2024               | Žilina                  | SL                      | 14         | 1          | CS              | 1               | 0               | UECL          | 3             | 1             | -           | -           | -           | 18     | 2      |
| Totale Žilina           | Totale Žilina           | Totale Žilina           | 41+2       | 4          |                 | 3               | 0               |               | 3             | 1             |             | -           | -           | 49     | 5      |
| Totale carriera         | Totale carriera         | Totale carriera         | 65+2       | 6          |                 | 3               | 0               |               | 3             | 1             |             | -           | -           | 73     | 7      |